# 鱸滑石斑魚
鱸滑石斑魚（学名：Epinephelus tauvina，又稱巨石斑魚，俗名龙趸、石斑、過仔魚、花狗斑）為輻鰭魚綱鱸形目鱸亞目鮨科石斑鱼属的其中一種鱼类。

## 分布
本魚分布於印度太平洋區，包括紅海、印度洋非洲东岸至太平洋中部、南非，南至澳洲新南威爾斯、羅得豪島等海域，北达日本南部以及中国南海诸岛和台灣等海域等。该物种的模式产地在红海。

## 深度
属于暖水性底层鱼类。其多栖息于礁盘内的浅海中約1至50公尺水深，最深可达60米。

## 特徵
本魚體長橢圓形，側扁而粗壯，身體為深褐色，有不明顯之黑斑，幼魚時有不明顯之闊橫帶。上頷後端超過之後緣以後，眼徑短於吻長或僅其一半。頭背部斜直；眶間區微凸。眼小，短於吻長。口大；上下頜前端具小犬齒或無，兩側齒細尖，下頜約2-5列。體被細小櫛鱗；側線鱗孔數63至74枚；縱列鱗數95至112枚。背鰭鰭棘部與軟條部相連，無缺刻，具硬棘6枚，軟條13至16枚；臀鰭硬棘3枚，軟條8枚；腹鰭腹位，末端延伸不及肛門開口；胸鰭圓形，中央之鰭條長於上下方之鰭條，且長於腹鰭，但短於後眼眶長；尾鰭圓形。體長可達200公分。

## 生態
本魚棲息在珊瑚礁區之洞穴或礁隙間，以小魚及甲殼類為主食。

## 經濟利用
食用魚，本魚因體型大，肉之利用率高，具彈性，不具小刺及腥味，頭部更是煮味增湯的上好材料。

## 扩展阅读
維基物種上的相關：鱸滑石斑魚